# 虛擬辦公室
虛擬辦公室是一個商業上的概念，泛指可提供一個商業地址及辦公用品設備給業務人員辦公的地點。它的設施通常包括接待員、郵件處理及分發、電話轉接、傳真、影印、電腦上網、會議室甚至代收款服務等。虛擬辦公室在世界上的大城市中相當普遍。
某些虛擬辦公室主要提供通訊地址，用於接收政府及商業郵件，而實際上通常接收者是家居工作者。
虛擬辦公室優點有辦公時間與地點彈性、登記在商業黃金地段有助於提升公司形象、節省實體辦公室的成本，例如：水電費、裝潢設備費用等。